# Team Tvis Holstebro
Maillots
Actualités
Dernière mise à jour : 20 octobre 2015.
Le Team Tvis Holstebro est un club danois de handball basé à Holstebro. L'équipe masculine joue actuellement en Jack and Jones Ligaen (Håndboldligaen), soit au plus haut niveau du handball danois. La section féminine (voir Team Tvis Holstebro (féminines)) n'a rien a envier à son homologue masculin.

## Histoire
Le club a été fondé en mai 2000, lorsque Holstebro Håndbold 90 et Tvis KFUM ont fusionné leurs équipes premières pour créer le nouveau club.
En 2009, le Team Tvis Holstebro remporte la Coupe du Danemark et atteint pour la première fois le podium du championnat avec une troisième place.
Cette troisième place est rééditée lors de la saison 2011-2012 où le club remporte la petite finale face au KIF Copenhague battu sur un score de 44 à 42 et lors de la saison 2013-2014 où le club a battu le Skjern Håndbold sur un score de 52 à 49. Le club reste tout de même derrière les grosses cylindrées du championnat danois à savoir l'Aalborg Håndbold et le KIF Copenhague, ce qui ne les empêche pas de participer à la Coupe d'Europe.
Après une première participation en Coupe Challenge (C4) lors de la saison 2002-2003 où le club a été éliminé au quatrième tour par les Français de l'US Créteil, le Team Tvis Holstebro est éliminé en quart de finale de la Coupe des coupes 2009/2010 par le club allemand du VfL Gummersbach. Puis il participe à la Coupe de l'EHF masculine 2012-2013 et réussit à atteindre le Final Four qui se disputait à Nantes au Palais des sports de Beaulieu : battu en demi-finale par l'organisateur, le HBC Nantes, il parvient à sauver l'honneur en battant les Allemands du Frisch Auf Göppingen pour terminer à une belle troisième place. Lors de la saison Coupe de l'EHF 2013-2014, l'équipe réalise une nouvelle belle campagne européenne en arrivant en quart de finale, étant éliminé par les slovènes du RK Gorenje Velenje.
En 2016, le club atteint pour la première fois la finale du Championnat puis, en 2018, le club remporte pour la deuxième fois la Coupe du Danemark.

### Parcours
| Saison    | Niveau | Place    | Europe               |
| --------- | ------ | -------- | -------------------- |
| 2000-2001 | 1      | ?e       | --                   |
| 2001-2002 | 1      | 7e       | --                   |
| 2002-2003 | 1      | 9e       | C2 : 4e tour         |
| 2003-2004 | 1      | 6e       | --                   |
| 2004-2005 | 1      | 8e       | --                   |
| 2005-2006 | 1      | 9e       | --                   |
| 2006-2007 | 1      | 8e       | --                   |
| 2007-2008 | 1      | 8e       | --                   |
| 2008-2009 | 1      | 3e       | --                   |
| 2009-2010 | 1      | 4e       | C2 : 1/4 de finale   |
| 2010-2011 | 1      | 4e       | --                   |
| 2011-2012 | 1      | 3e       | --                   |
| 2012-2013 | 1      | 4e       | C3 : 3e              |
| 2013-2014 | 1      | 3e       | --                   |
| 2014-2015 | 1      | 5-6e     | C3 : 1/4 de finale   |
| 2015-2016 | 1      | 2e       | C3 : Phase de groupe |
| 2016-2017 | 1      | 5-6e     | C1 : Phase de groupe |
| 2017-2018 | 1      | 5-6e     | C3 : 3e tour         |
| 2018-2019 | 1      | 5-6e     | C3 : 4e              |
| 2019-2020 | 1      | 3e       | C3 : Phase de groupe |
| 2020-2021 | 1      | 4e       | C3 : 2e tour qualif. |
| 2021-2022 | 1      | en cours | C3 : 2e tour qualif. |

## Palmarès
| Compétitions nationales | Compétitions internationales                   |
| - Championnat du Danemark - Deuxième : 2016 - Troisième : 2009, 2012, 2014, 2020 - Coupe du Danemark (2) - Vainqueur : 2009, 2015 - Finaliste : 2015 | - Coupe de l'EHF (C3) - Troisième place : 2013 |

## Effectif actuel
| N° | Poste | Nom                 | Date de naissance   | Taille | Arrivée | Club précédent           | Sélection |
| -- | ----- | ------------------- | ------------------- | ------ | ------- | ------------------------ | --------- |
| 1  | GB    | Simon Gade          | 03/01/1997 (23 ans) | 1,94 m | 2014    | Formé au club            | -         |
| 30 | GB    | Sebastian Frandsen  | 24/05/1994 (25 ans) | 2,04 m | 2018    | Bjerringbro-Silkeborg    | -         |
| 10 | ALG   | Magnus Bramming     | 01/10/1990 (29 ans) | 1,83 m | 2012    | Nordsjælland Håndbold    | Danemark  |
| 11 | ALG   | Tobias Bay          | 28/10/2000 (19 ans) | 1,89 m | 2018    | Formé au club            | -         |
| 21 | ALD   | Kasper Kildelund    | 11/05/1994 (25 ans) | 1,83 m | 2016    | GOG Håndbold             | -         |
| 23 | ALD   | Kay Smits           | 31/03/1997 (23 ans) | 1,86 m | 2018    | Wilhelmshavener HV       | Pays-Bas  |
| 6  | DC    | Jonathan Würtz      | 29/09/1999 (20 ans) | 1,98 m | 2018    | Formé au club            | -         |
| 7  | DC    | Allan Damgaard      | 11/04/1986 (33 ans) | 1,85 m | 2019    | Frisch Auf Göppingen     | Danemark  |
| 24 | DC    | Johan Meklenborg    | 13/05/1994 (25 ans) | 1,94 m | 2019    | Nordsjælland Håndbold    | -         |
| 3  | ARG   | Johan Kofoed        | 04/07/2001 (18 ans) | 2,01 m | 2018    | Formé au club            | -         |
| 25 | ARG   | Jonas Porup         | 12/02/1991 (29 ans) | 1,97 m | 2016    | Mors-Thy Håndbold        | -         |
| 14 | ARD   | Nikolaj Enderleit   | 21/06/1997 (22 ans) | 1,98 m | 2019    | Ribe-Esbjerg HH          | -         |
| 26 | ARD   | Peter Balling       | 05/04/1990 (29 ans) | 1,88 m | 2014    | Skanderborg Håndbold     | Danemark  |
| 4  | PVT   | Christoffer Cichosz | 17/01/1988 (32 ans) | 1,90 m | 2019    | Skjern Håndbold          | -         |
| 8  | PVT   | Niels Lindholt      | 27/04/1995 (24 ans) | 1,86 m | 2018    | Lemvig-Thyborøn Håndbold | -         |
| 29 | PVT   | Søren Tau           | 18/12/1985 (34 ans) | 1,93 m | 2008    | Lemvig-Thyborøn Håndbold | -         |

## Joueur emblématique
- Lars Erik Bjørnsen
- Thomas Skoglund
- Petar Nenadić
- Jesper Nøddesbo
- Lars Rasmussen
- Joacim Ernstsson
- Patrik Olsson

## Infrastructure
Le club évolue dans le Gråkjær Arena qui a une capacité de 3300 places.